# Rednitzhembach
Rednitzhembach település Németországban, azon belül Bajorországban. Lakosainak száma 7136 fő (2023. december 31.).

## Népesség
A település népessége az elmúlt években az alábbi módon változott:
| Lakosok száma | 456  | 1146 | 4112 | 5447 | 6818 | 6807 | 6824 | 6836 | 7009 | 7136 |
|               | 1875 | 1950 | 1975 | 1987 | 2012 | 2014 | 2016 | 2017 | 2021 | 2023 |

Schwabach déli szomszédjában fekvő települ,és.

## Leírása
Rednitzhembach helyén már 1000-ben település állt a Nürnbergi Természettudományi Társaság NHG) 1930-as és 1970-es években itt végzett ásatásai szerint.

## Galéria

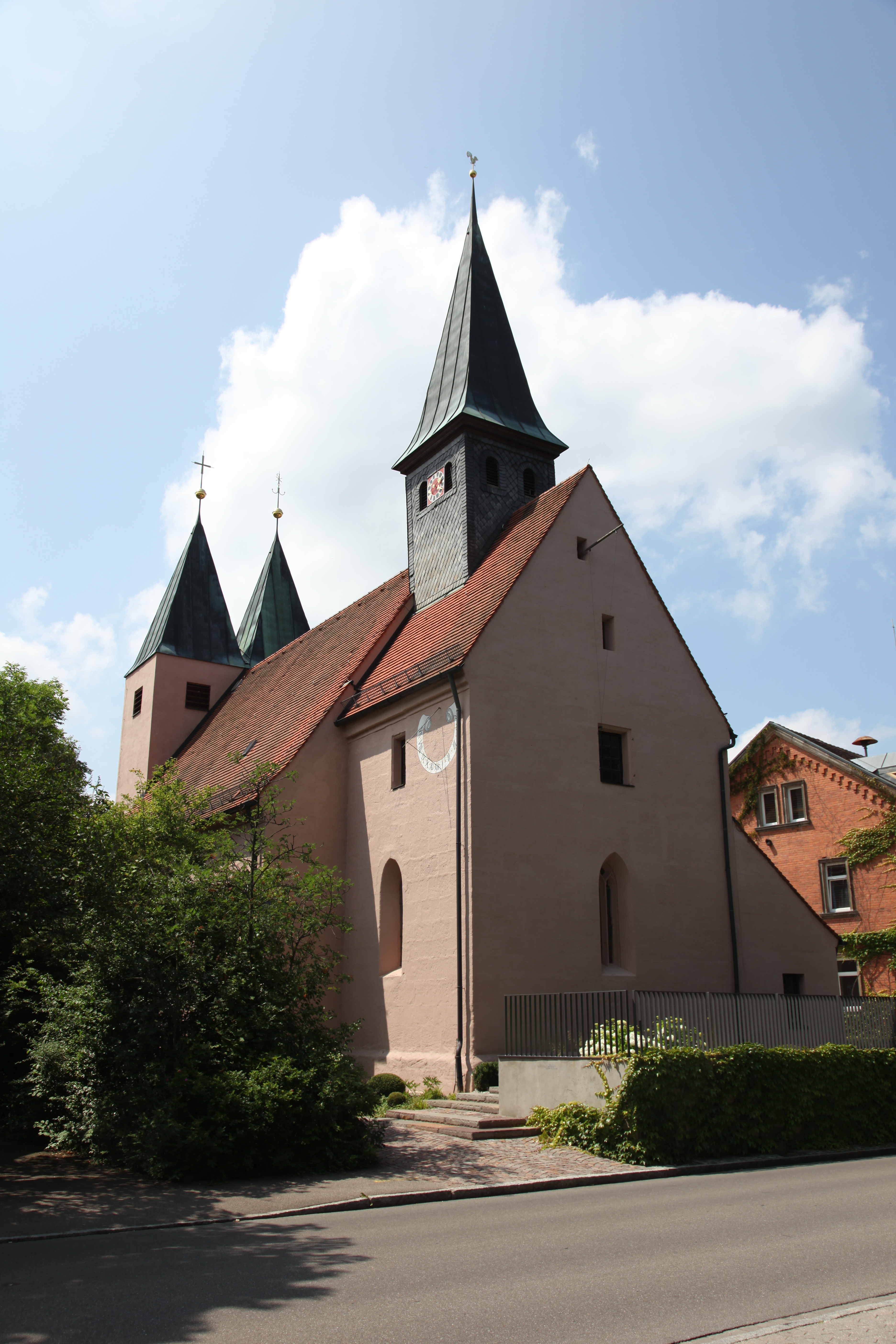
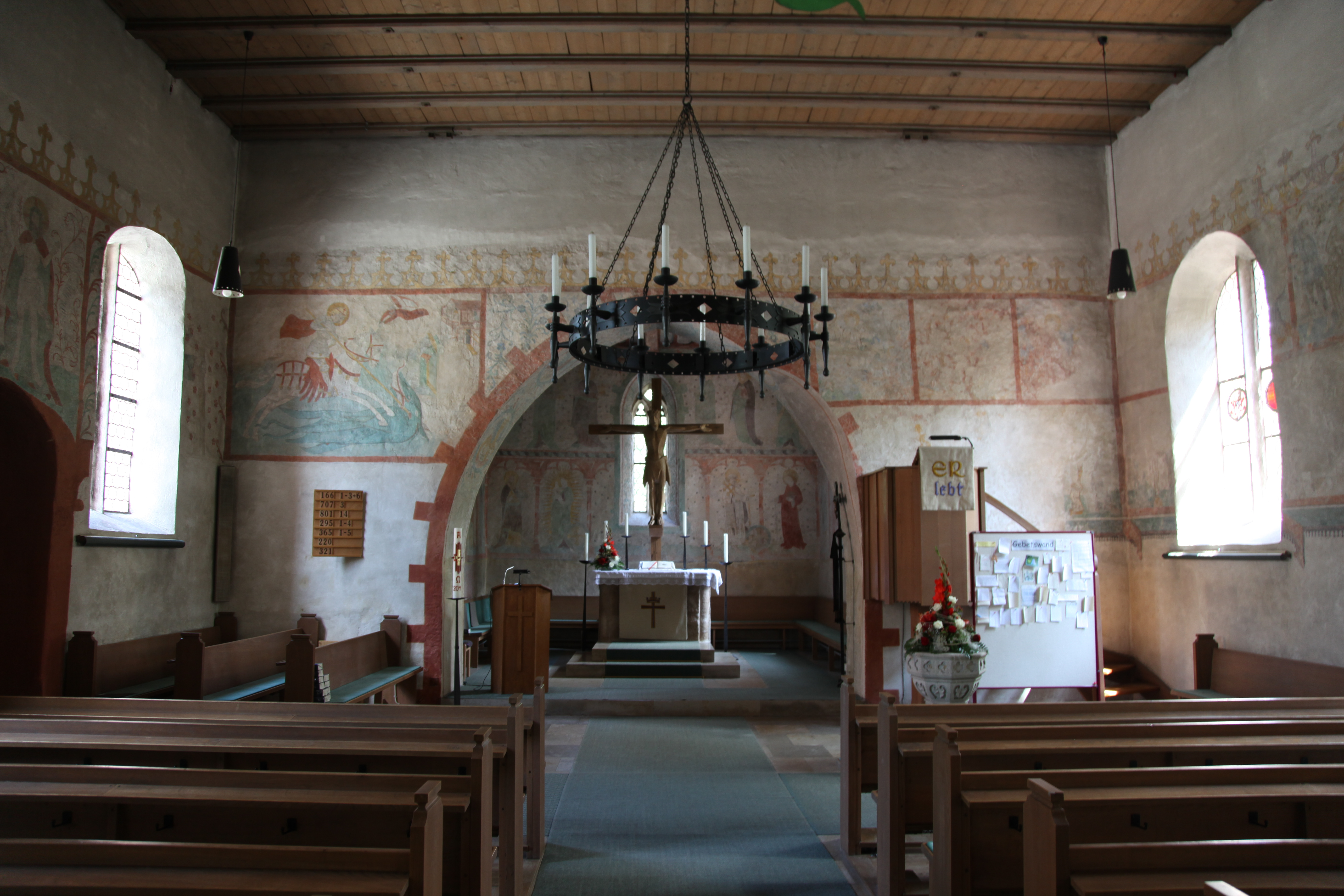
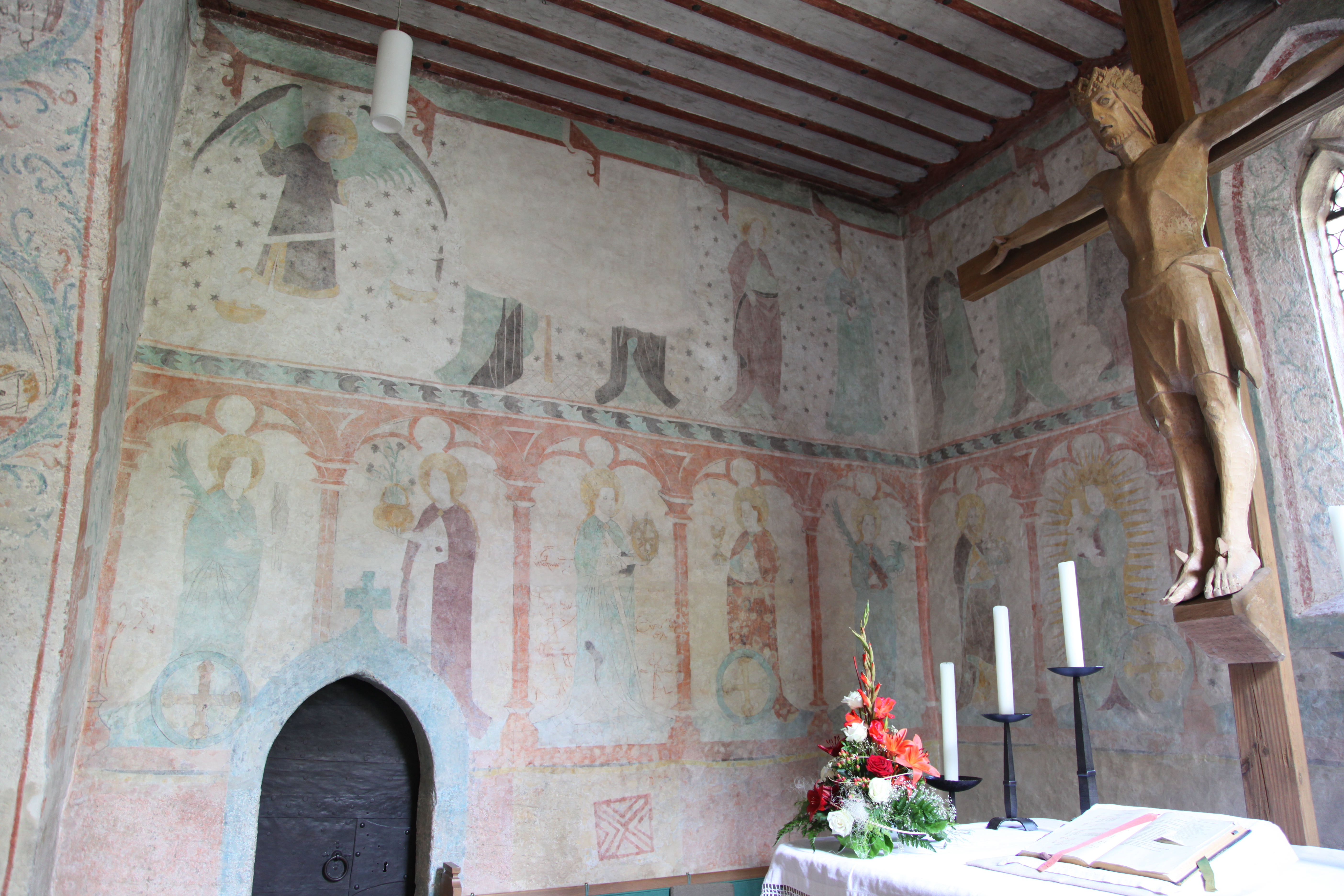
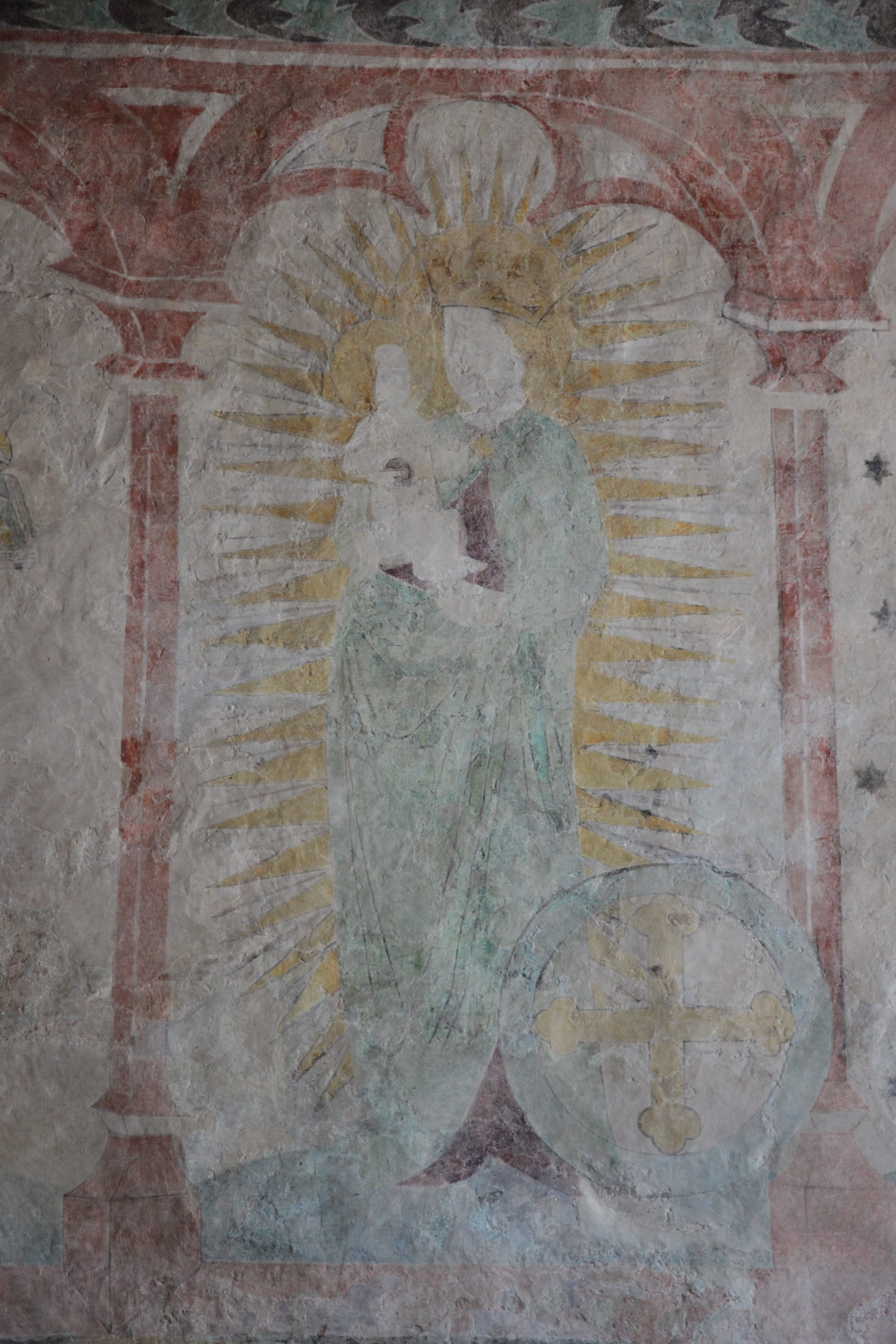
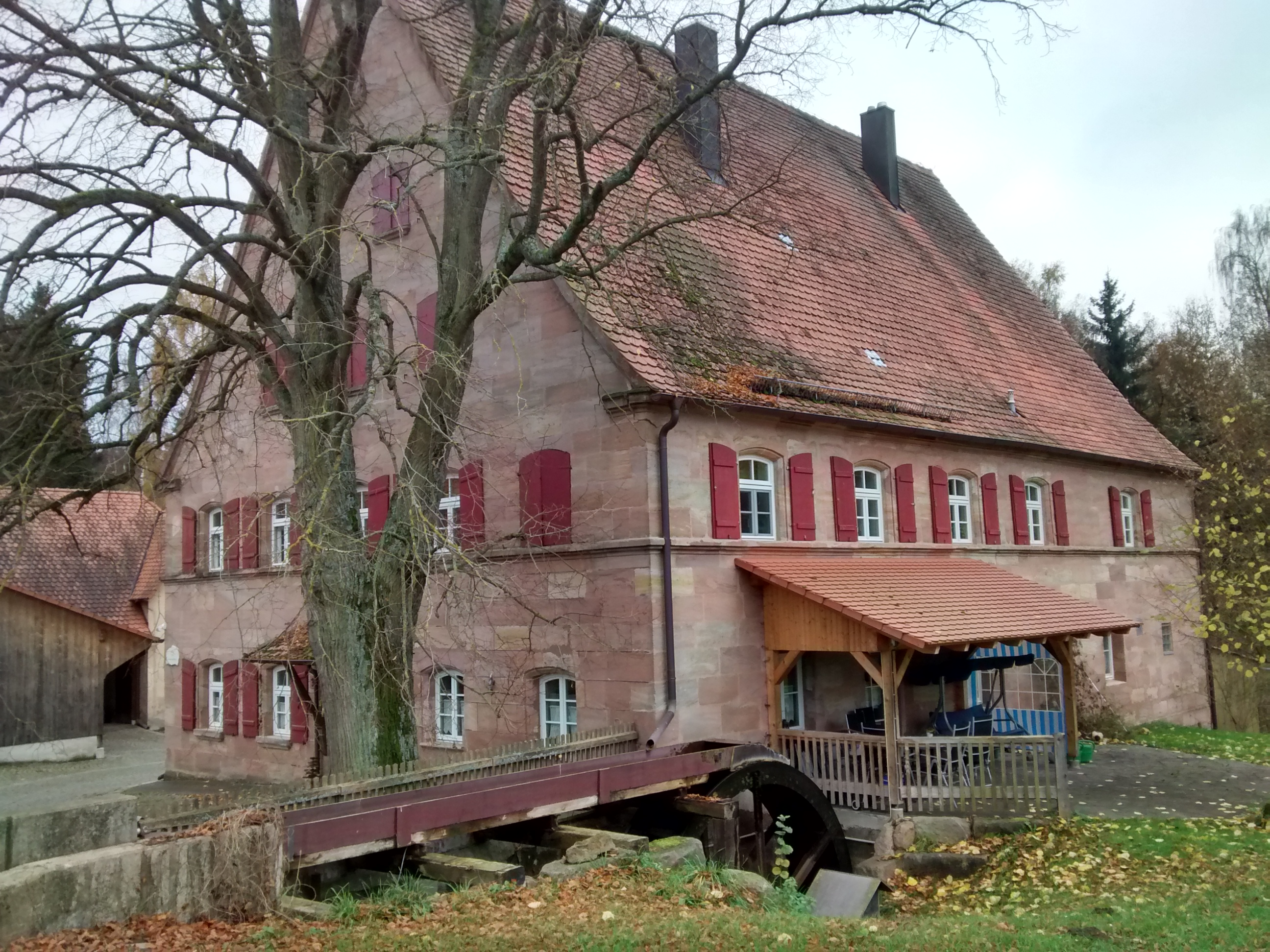
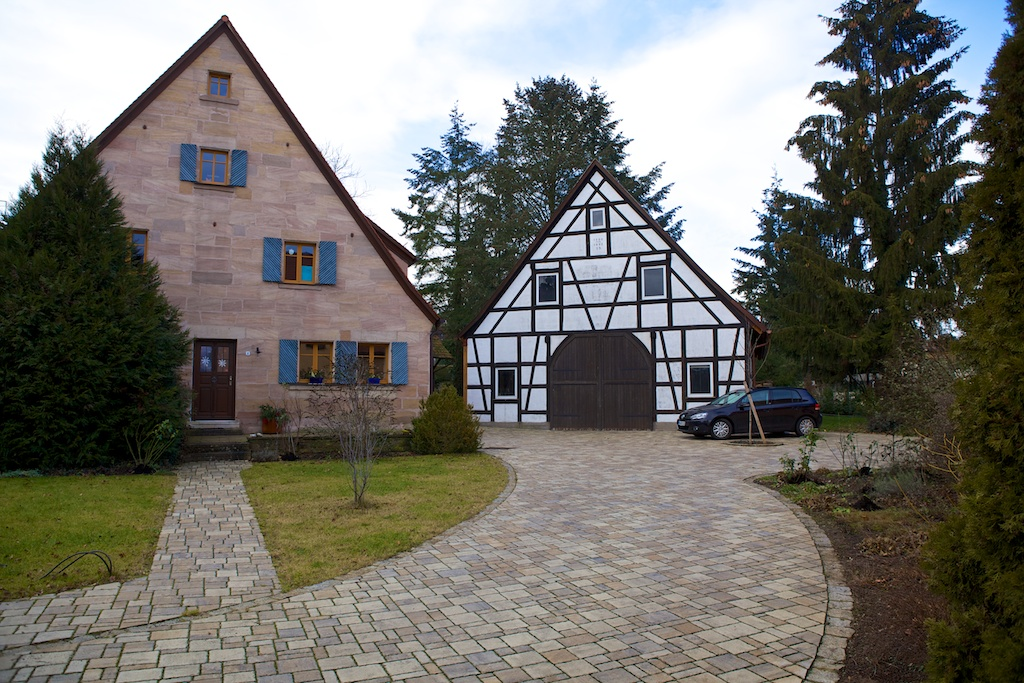

## Nevezetességek
- Evangélikus temploma
- Malom